# 松鳥むう
松鳥 むう（まつとり むう、1977年(昭和52年） - ）は、日本のイラストレーターで、主に旅、保育・看護系のエッセーイラストをてがける。

## 経歴・人物
滋賀県にて生まれる。1995年ごろ看護学校に入学、その後は看護師となるが、何度か一人旅をしている内に2006年 フリーのイラストレーターとして転職。
趣味であった離島・田舎への放浪、また看護師の経験を生かして、保育・看護系のイラストも執筆する。
資格は看護師免許及び食品衛生責任者免許取得。

## 趣味及び活動
- 島旅など日本を中心に旅する中で、安価に宿泊できるゲストハウス（ない場合は民宿などを選択）に投宿、風景印・マンホールなどを収集。「ちょこ旅」シリーズでも、風景印は毎回、登場する。
- エスニックファッション、民族衣装 - バリ島など外国へ行く際に注目する。
- 農業、狩猟、ミュージカル、バリ舞踊、かす汁・酒かす、民俗行事にも興味。
- イラストレーターの仕事としては、趣味・元の仕事を生かした旅、看護、保育系が多い。
- イラスト中心のルポだが、コマ漫画（ストーリーや4コマ）も描く。

## 著書
- 『ちょこ旅・京都』（2008年、アスペクト）
- 『ちょこ旅・沖縄＋離島～ぐるぐるてくてく島めぐり～』（2009年、アスペクト）
- 『更年期なんだもーん』（2009年、主婦の友社） - ほしばあやこと共著
- 『ちょこ旅・小笠原＆伊豆諸島～東京の島で　ぷち冒険～』（2010年、アスペクト）
- 『生理が楽しみになる本~知って、やって、身体が変わる!』（2012年、講談社） - 京谷奈緒美と共著
- 『島旅ひとりっぷ』（2013年、小学館）
- 『ちょこ旅・瀬戸内～キラキラの海と島さんぽ～』（2013年、アスペクト）
- 『エスニック　ファッション　シーズン　BOOK』(2014年、ダイヤモンド社)
- 『マンガ版 親子アスペルガー―明るく、楽しく、前向きに。』（2014年、合同出版） - 兼田絢未と共著
- 『生理でキレイになる本~心と体の大そうじ』（2014年、講談社） - 京谷奈緒美と共著
- 『まんぷく鎌倉・湘南』（2014年、山村浩子と共著、KADOKAWA/メディアファクトリー）
- 『あちこち島ごはん』(2017年、芳文社)
- 『日本てくてく　ゲストハウスめぐり』(2017年、ダイヤモンド社)
- 『おばあちゃんとわたし』（2018年、方丈社）
- 『ちょこ旅・沖縄＋離島～ぐるぐるてくてく島めぐり～かいてーばん』（2018年、スタンダーズ）
- 『ちょこ旅・小笠原＆伊豆諸島～東京の島で　ぷち冒険～かいてーばん』（2018年、スタンダーズ）
- 『島好き最後の聖地 トカラ列島　秘境さんぽ』（2018年、西日本出版社）
- 『初めてのひとり旅』出版（2019年、枻出版社） - 薮田朋子と共著
- 『むう風土記～ごはんで紐解く日本の民俗・ならわし再発見録～』（2022年、A&F）